# Mindaugas Skritulskas
Mindaugas Skritulskas (* 1. Februar 1975 in Palanga) ist ein litauischer konservativer Politiker, Seimas-Mitglied und ehemaliger Vizebürgermeister der Gemeinde Palanga.

## Leben
Sein Vater war der Widerstandskämpfer und Arzt Eduardas Vytautas Skritulskas (1932–2015), seine Mutter war die Wirtschaftswissenschaftlerin Vida Stanislava Skritulskienė (1944–2010). Nach dem Abitur an der Mittelschule schloss Mindaugas Skritulskas von 1993 bis 1997 das Bachelorstudium  der Geschichte an der Universität Klaipėda in der litauischen Hafenstadt Klaipėda und 2002 das Masterstudium der Rechtswissenschaften an der Mykolas-Romeris-Universität in der litauischen Hauptstadt Vilnius ab.
Von 2000 bis 2003 war Mindaugas Skritulskas Berater des Bürgermeisters in Rechts- und Verwaltungsfragen in der Verwaltung der Gemeinde Palanga, von 2003 bis 2006 stellvertretender Bürgermeister der Gemeinde Palanga und Vertreter der Republik Litauen im Ausschuss der Regionen der Europäischen Union.
Von 2000 bis 2020 war er Mitglied des Gemeinderats von Palanga und von 2007 bis 2020 Vorsitzender des Wirtschafts- und Finanzausschusses. Seit 2020 ist er Mitglied im 13. Seimas.